# Белкина, Катерина
Катерина Белкина (настоящее имя — Катерина Николаевна Туманова (по мужу Майснер (нем. Meißner)); род. 16 апреля 1974, Куйбышев) — российская фотограф и художница.

## Биография
Катерина Туманова (Катерина Белкина — псевдоним) родилась в Куйбышеве. Её мать — художница. Окончила художественную школу, а потом Самарское художественное училище им. К. С. Петрова-Водкина. В 1994—1999 годах работала в самарском издательстве «Федоров». В 2000—2002 годах обучалась в Самарской школе фотографии, одновременно работая в отделе компьютерной графики ГТРК «Самара». Сотрудничала в качестве иллюстратора со студией Артемия Лебедева.
Член Союза фотохудожников России. С 2002 по 2013 год жила и работала в Москве, потом переехала в Берлин. Воспитывает трёх дочерей.

## Творчество
Начала рисовать в школе. В свободное время стала посещать фотостудию в доме пионеров. Там научилась проявлять плёнки, печатать фотографии с помощью реактивов. Её родители, видя это, подарили на день рождения первую камеру — «Зенит». Именно увлечение фотографией подтолкнуло Белкину к осознанному творчеству. Она окончила художественную школу, потом художественное училище, а затем школу фотографии. Перед переездом в Москву появился творческий псевдоним «Белкина».
В своих работах Катерина Белкина применяет технику монтажа и коллажа цифрового фото, фактически совмещая фотографию с искусством живописи. C помощью жанра «digital photo» Катерина создаёт уникальные, ни на кого не похожие образы. В качестве модели для своих работ чаще всего выступает сама. Она использует фотографию как материал, рисуя на ней с помощью Фотошопа. Фотография привлекает её реалистичностью, а умение рисовать помогает трансформировать изображение, приблизить его к её мысленным образам. Цвет в композиции для Белкиной имеет такое же значение, как форма. «Мне нравится вот этот конфуз перед моими работами на выставках — а это что? Живопись или фотография?» — говорила в интервью Белкина. Большинство работ Белкиной тематически объединены в серии и имеют свои названия — среди них: «Домашняя работа» (англ. Home Work), «Немужской мир» (англ. Not a Man's World), «Знаменитые охотницы» (англ. Famous hunters), «Живопись» (англ. Paint), «Возрождение» (англ. Revival), «Пустые пространства» (англ. Empy Spaces), «Иероглиф моего тела» (англ. Hieroglyph of my Body), «Лёгкое и тяжёлое» (англ. Light and Heavy).
Начиная с 2002 года  стала участвовать в международных выставках фотоискусства, первые её победы в конкурсах фотографов и художников начались в 2007 году. В 2009 году четыре работы Катерины Белкиной вошли в альманах Государственного Русского музея в Санкт-Петербурге. В 2015 году была награждена международной художественной премией Лукаса Кранаха Младшего за работу «Грешница» — аллегорию на его известную картину «Христос и блудница». Премия была учреждена в связи с празднованиями 500-й годовщины со дня рождения великого немецкого художника эпохи Возрождения. В 2016 году за это же произведение получила одну из самых престижных премий в мире фотографии — Hasselblad Masters Award. Победившая в категории «Изобразительное искусство» работа представляет собой автопортрет беременной Катерины, сидящей на фоне картины «Христос и блудница».

### Критика
Андрей Ерофеев (искусствовед, член экспертного совета конкурса Кандинского) описывал три проекта («Немужской мир», «Знаменитые охотницы», «Живопись») Катерины как хорошо выверенные и эмоционально насыщенные портреты, являющиеся результатом прочтения различных культурных сюжетов женскими глазами и метафорой этих сюжетов. По его мнению, они напоминают журнальные серии.

Катерина обнаруживает в современном мире модели женских судеб… Зритель видит женское творческое начало как начинку, как идею — плод внутри женщины… Внешняя красота и изящество скрывают внутреннюю острую боль — таков портрет молодой женщины, живущей среди нас. — Андрей Ерофеев
Антон Успенский (кандидат искусствоведения, ведущий научный сотрудник отдела новейших течений Государственного Русского музея) в своей критической статье «Аболон полведерский, или экспансия маргинального» отнёсся к серии работ Катерины Белкиной «Живопись» как к «влезанию в шкуру» персонажей картин известных художников (Тамары Лемпицки, Эгона Шиле, Рене Магритта) с помощью цифровой техники.
Критик итальянского фотожурнала «IL FOTOGRAFO» Додо Венициано описывал ранние работы Катерины, как вызывающие сильные и психоделичные настроения. Он считал, что наличие у проектов Катерины тщательного проекта и плана, профессиональное использование для доработки фотографий технических средств делает её работы богатыми и уникальными:

Герои её фотографий лишены формального динамизма, застывшие во времени и в неопределенном пространстве. Четкие ссылки на живопись характеризуют природу момента, но в то же время сочетаются с композиционными элементами и выглядят абсолютной противоположностью с самой природой. Своего рода фотографии абсурда, в которых на первый взгляд все кажется спонтанным и приносящими чистое композиционное удовольствие. Но более детальный анализ показывает тщательную и точную режиссуру и почти бесконечное количество смыслов и символов.
Оригинальный текст (итал.)LE IMMAGINI della Belkina suscitano una moltitudine di stati d’animo, sono travolgenti e psichedeliche, i suoi soggetti appaiono privi di un dinamismo formale, congelati in un tempo ed in uno spazio indefiniti. Nitidi riferimenti alla pittura connotano la natura dell’istante, ma al tempo stesso si fondono con elementi compositivi e sguardi assolutamente in antitesi con quella stessa natura. Una  sorta  di  fotografia  dell’assurdo,  nella  quale  ad  una  prima  visione  tutto  sembra  vincolato  alla sensazionali zzazione e ad un puro piacere compositivo. Ma un’analisi più approfondita svela l’attento e preciso lavoro di regia, ed una serie pressoché infinita di significati e simboli. Non si può certo dire che le immagini di Katarina Belkina siano istantanee, si evin ceche dietro ogni foto, c’è un progetto completo e pianificato che fin dalla fase della ripresa si avvale di una profondaconoscenza tecnica dei mezzi, che continua nelle successive fasi di post produzione dell’immagine, manipolata sia fisicamente che in ultima istanza digitalmente. Una commistione di interventi che danno alle sue immagini ricchezza e unicità, e che ne consente la massima fruibilità e riproducibilità.
— Dodo Veneziano (итал.)

## Награды
- 2007: Номинант Премии Кандинского, Москва (номинация «Проект года»)[10][25]
- 2007: «International Photography Awards[англ.]», Лос-Анджелес (2-е место в категории «фотомонтаж»)[26]
- 2008: «Px3 Photo Competition», Париж (1-е, 2-е и 3-е место в разных категориях)[27][28]
- 2008: «Art Interview — International Online Artist Competition», Берлин (1-е место)[29]
- 2010: «Px3 Photo Competition», Париж (1-е место в категории «Портрет»)[30]
- 2011: «Px3 Photo Competition», Париж (1-е место в двух категориях)[29]
- 2012: «International Photography Awards», Лос-Анджелес (1-е место в 8-ми категориях)[31]
- 2014: «MIFA Moscow International Foto Awards», Москва (1-е место в категории «Fine Art»)[32]
- 2015: «International Lucas-Cranach-Preis of the Cranach-Foundation» (1-е место)[17]
- 2015: «MIFA Moscow International Foto Awards», Москва (1-е место в двух категориях)[33]
- 2016: «Hasselblad Masters Award[англ.]» (1-е место в категории «Арт»)[19]

## Выставки (выборочно)[кем?]
- 2002: Канада, London, «Rashen eye»[34]
- 2003: США, Групповая фотовыставка Ann Arbor[7]
- 2005: Москва, Совместная выставка с А.Полушкиным «Частная жизнь ожившей натуры»[35].
- 2005: Санкт-Петербург, Нижний Новгород, «Молодые фотографы России- 2005»[36]
- 2005: Москва, Благотворительная персональная выставка-продажа для фонда «Сhildrens Hearts»[37]
- 2006: Москва, Санкт-Петербург, «ФотоFusion 2006»[36][38]
- 2007: Брюссель, галерея Espace-art22 «White Fair» — коллективная выставка[36]
- 2007: Москва, «Клуб на Брестской»[39]
- 2007: Москва, Выставка номинантов на премию Кандинского. ЦСИ «Винзавод»[36]
- 2007: Казань, Музей Горького, персональная выставка[36]
- 2008: Москва, Музей актуального искусства ART4.ru[11]
- 2008: Голландия, Амстердам, Heusden[англ.], галерея «Lilja Zakirova»[11]
- 2008: Москва, Галерея ФотоЛофт, — персональная выставка «25 женщин, которых я любила»[13][36]
- 2008: Париж, «Contes Russes» Galerie SMALL&CO — коллективная выставка[40]
- 2009: Бельгия, Намюр, галерея «Belffroi» -групповое шоу «On the trace of Turgenev»[11]
- 2009: Франция, Гренобль, Ancient Museum of Painting, Verdun square — коллективная выставка «Russian Fairytales in Grenoble»[11]
- 2011: Москва, Галерея ФотоЛофт, персональная выставка «Катерина Белкина. Empty Spaces»[41]
- 2015: Германия, Cranach 2.0, Der Lucas Cranach Preis 2015[12]

## Галерея

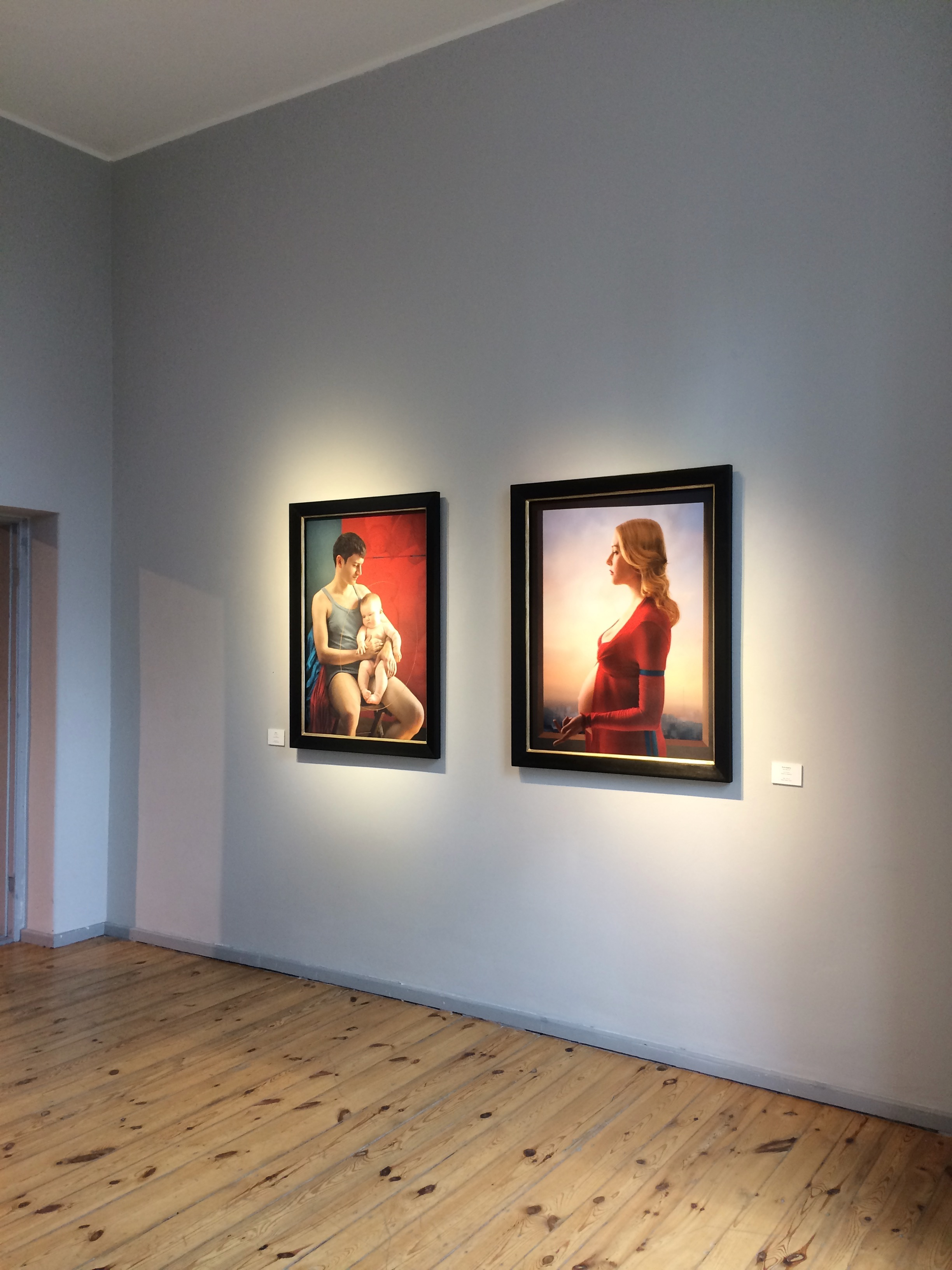
Катерина Белкина, Links das Werk «Duo» rechts das Werk «Entreaty»
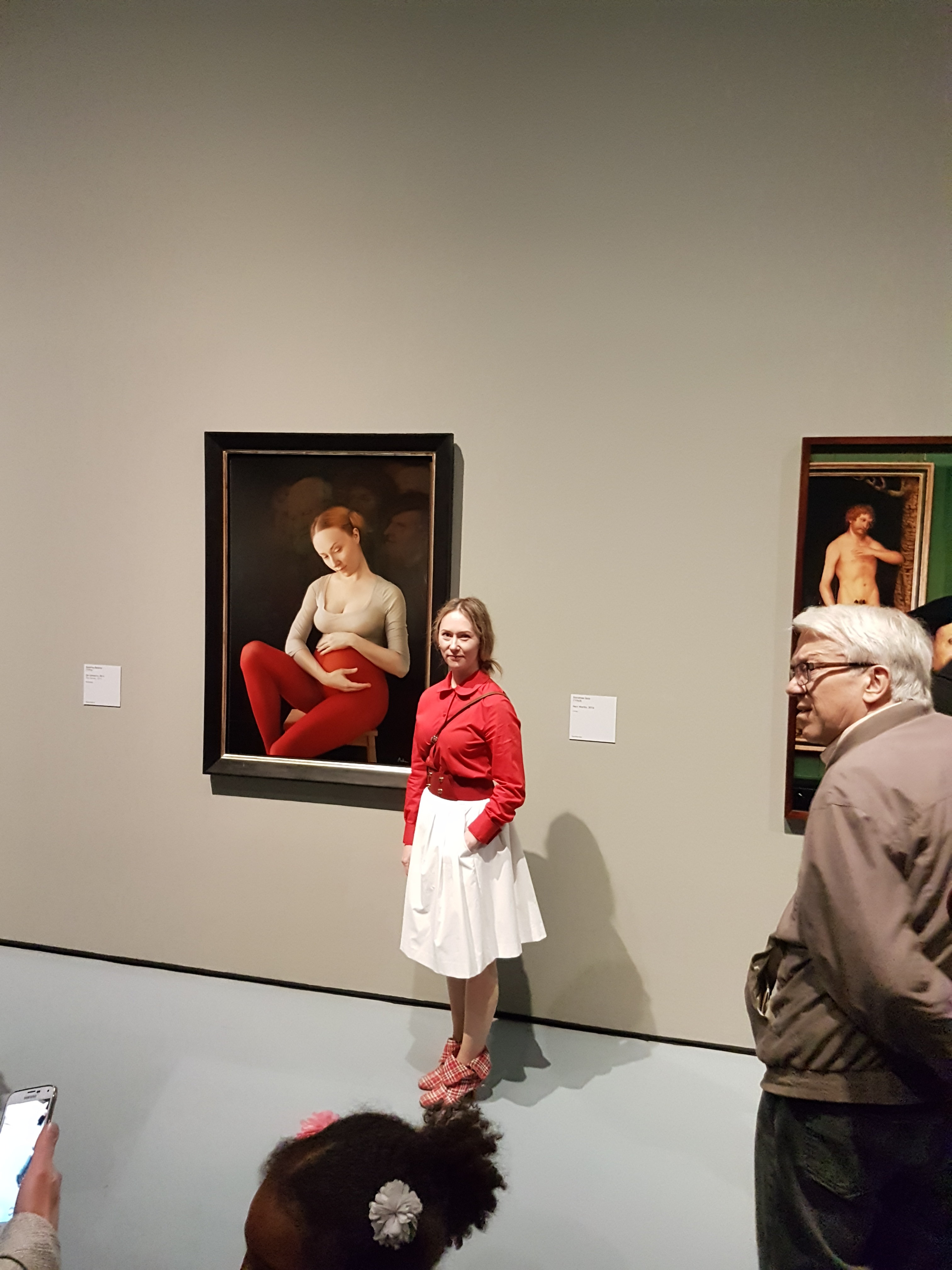
Катерина Белкина, «Грешница» (2014)
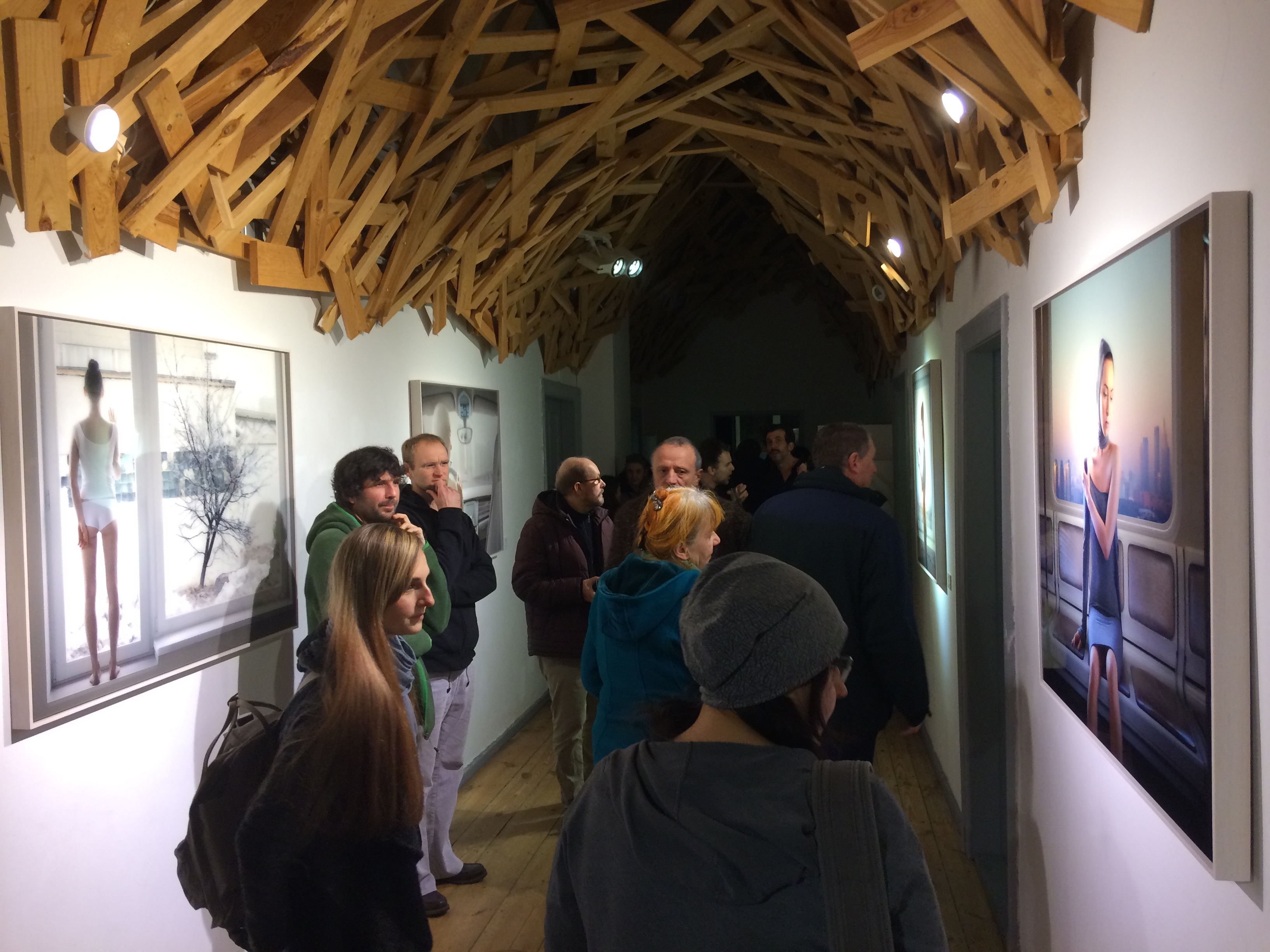
На выставке Катерины Белкиной, Берлин, 2017
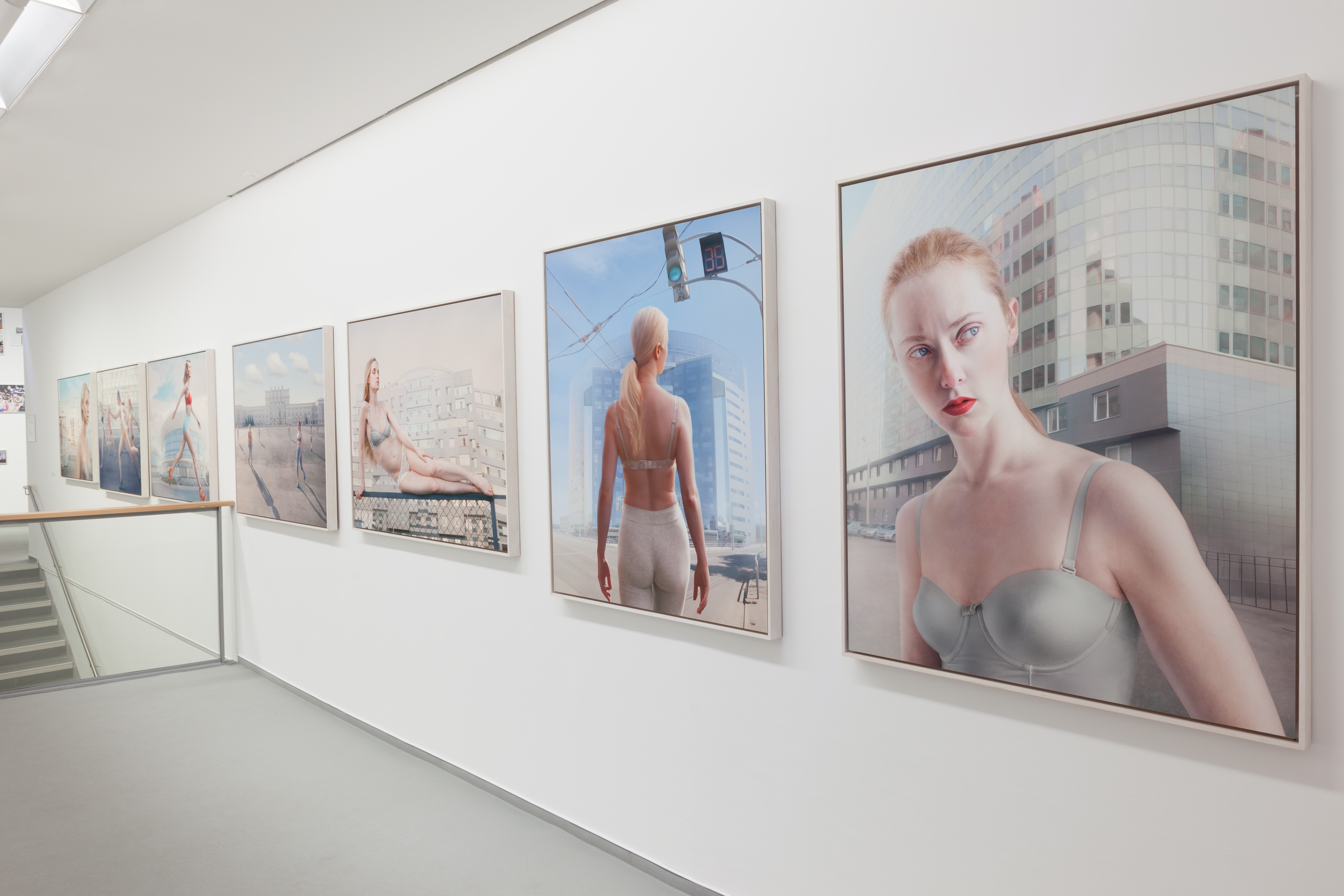
«Лёгкое и тяжёлое» (англ. Light and Heavy)
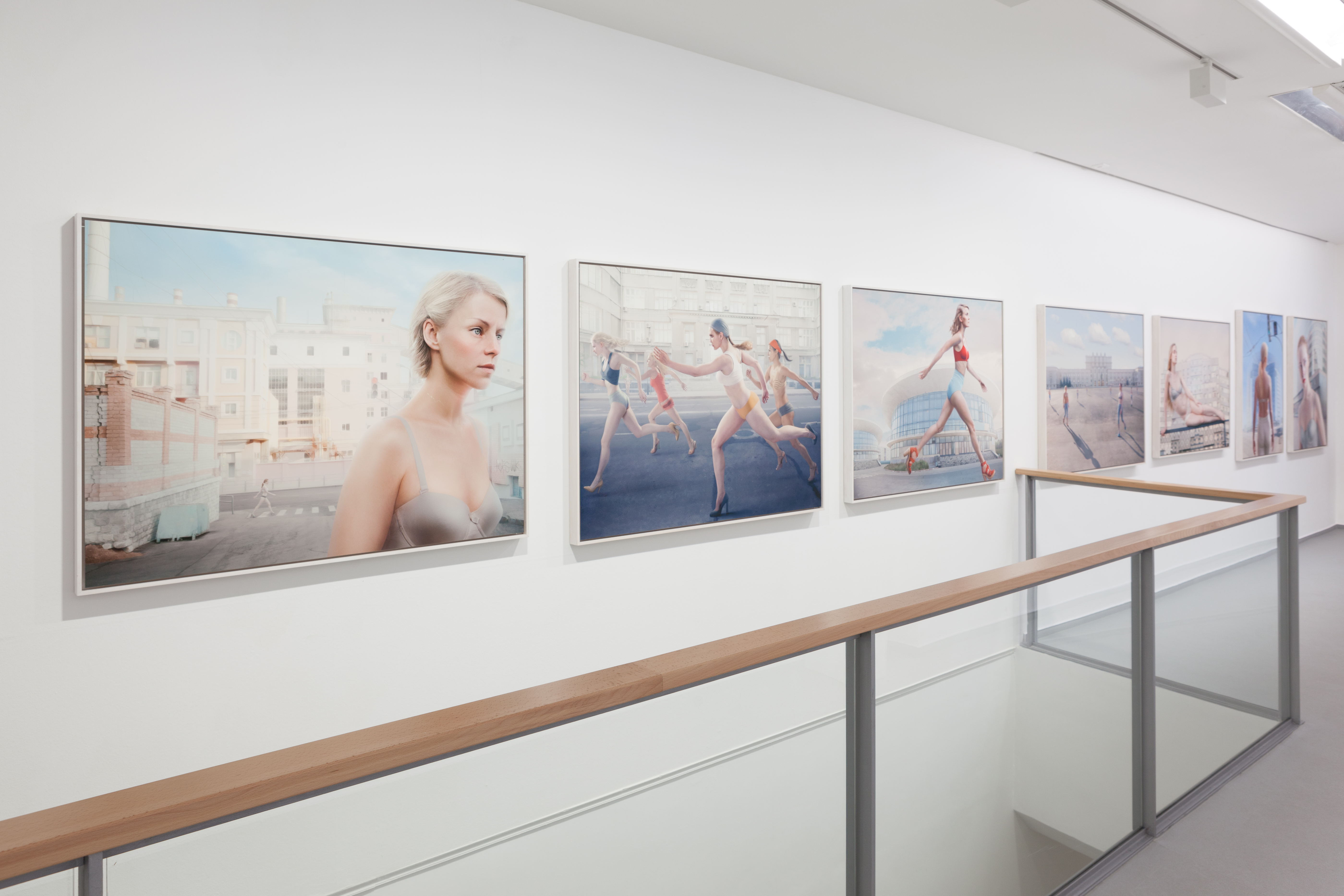
«Лёгкое и тяжёлое» (англ. Light and Heavy)
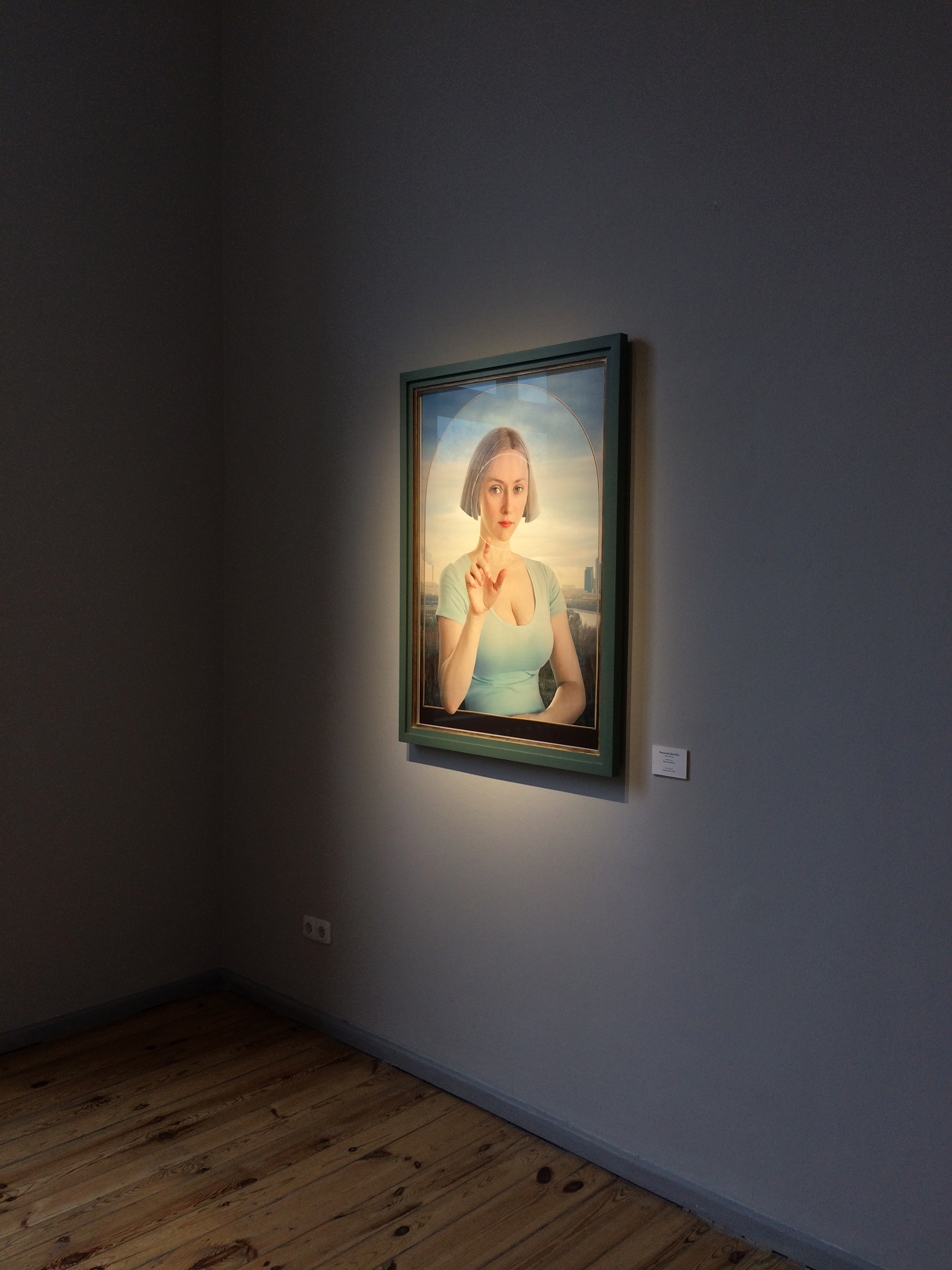
На выставке Катерины Белкиной, Берлин, 2017